# Coupe d'Algérie de football 1982-1983
Navigation
Coupe d'Algérie
1981-1982 Coupe d'Algérie
1983-1984
La Coupe d'Algérie de football 1982-1983 voit la victoire du MP Alger, qui bat l'ASC Oran en finale.
C'est la 4e Coupe d'Algérie remportée par le MP Alger et c'est la 2e fois que l'ASC Oran atteint la finale de cette compétition.

## Soixante-quatrièmes de finale
(Avant Dernier tour régional)
| Ligue du Centre (// à 14h 30)  |                      |   |     |  |  |  |
| 1                              | NR Blida (D3)        | - | n.c |  |  |  |
| 2                              | IR Tidjara (D2)      | - | n.c |  |  |  |
| 3                              | IRB El Biar (D2)     | - | n.c |  |  |  |
| 4                              | ARB Arba (D2)        | - | n.c |  |  |  |
| 5                              | JSM Cheraga (D3)     | - | n.c |  |  |  |
| 6                              | ...                  | - | n.c |  |  |  |
| 7                              | ...                  | - | n.c |  |  |  |
| 8                              | ...                  | - | n.c |  |  |  |
| 9                              | ...                  | - | n.c |  |  |  |
| 10                             | ...                  | - | n.c |  |  |  |
| Ligue de l'Ouest (// à 14h 30) |                      |   |     |  |  |  |
| 1                              | JCM Tiaret (D2)      | - | ??? |  |  |  |
| 2                              | ESOM Mostaganem (D2) | - | ??? |  |  |  |
| 3                              | SNS Oran (D3)        | - | ??? |  |  |  |
| 4                              | Nadit Oran (D3)      | - | ??? |  |  |  |
| 5                              | NB Es Senia (D3)     | - | ??? |  |  |  |
| 6                              | ES Tiaret (D2)       | - | ??? |  |  |  |
| 7                              | ...                  | - | n.c |  |  |  |
| 8                              | ...                  | - | n.c |  |  |  |
| 9                              | ...                  | - | n.c |  |  |  |
| 10                             | ...                  | - | n.c |  |  |  |
| 11                             | ...                  | - | n.c |  |  |  |
| 12                             | ...                  | - | n.c |  |  |  |
| Ligue de l'Est(// à 14h 30)    |                      |   |     |  |  |  |
| 1                              | CN Batna (D3)        | - | n.c |  |  |  |
| 2                              | MB Batna (D2)        | - | n.c |  |  |  |
| 3                              | JSM Tébessa (D2)     | - | n.c |  |  |  |
| 4                              | JS Jijel (D2)        | - | n.c |  |  |  |
| 5                              | NRB Khroub (D2)      | - | n.c |  |  |  |
| 6                              | ...                  | - | n.c |  |  |  |
| 7                              | ...                  | - | n.c |  |  |  |
| 8                              | ...                  | - | n.c |  |  |  |
| 9                              | ...                  | - | n.c |  |  |  |
| 10                             | ...                  | - | n.c |  |  |  |

## Trente deuxième de finale
(Dernier tour régional) 
Les matchs des trente deuxième de finale se sont joués le...
| Ligues de l'Ouest |                      |   |     |  |  |  |
| 1                 | JCM Tiaret (D2)      | - | ??? |  |  |  |
| 2                 | ESOM Mostaganem (D2) | - | ??? |  |  |  |
| 3                 | SNS Oran (D3)        | - | ??? |  |  |  |
| 4                 | Nadit Oran (D3)      | - | ??? |  |  |  |
| 5                 | NB Es Senia (D3)     | - | ??? |  |  |  |
| 6                 | ES Tiaret (D2)       | - | ??? |  |  |  |
| Ligues du Centre  |                      |   |     |  |  |  |
| 1                 | NR Blida (D3)        | - | ??? |  |  |  |
| 2                 | IR Tidjara (D2)      | - | ??? |  |  |  |
| 3                 | IRB El Biar (D2)     | - | ??? |  |  |  |
| 4                 | ARB Arba (D2)        | - | ??? |  |  |  |
| 5                 | JSM Cheraga (D3)     | - | ??? |  |  |  |
| Ligues de l'Est   |                      |   |     |  |  |  |
| 1                 | CN Batna (D3)        | - | ??? |  |  |  |
| 2                 | MB Batna (D2)        | - | ??? |  |  |  |
| 3                 | JSM Tébessa (D2)     | - | ??? |  |  |  |
| 4                 | JS Jijel (D2)        | - | ??? |  |  |  |
| 5                 | NRB Khroub (D2)      | - | ??? |  |  |  |

## Seizièmes de finale
Les matchs des seizièmes de finale se sont joués le 4 février 1983
- Entrée en lice des clubs de 1er division

| #  | Club 1          | Résultat | Club 2         | Buteurs                                 | Date | Stade                   |
| -- | --------------- | -------- | -------------- | --------------------------------------- | ---- | ----------------------- |
| 1  | IR Tidjara      | 1 - 2    | MP Alger       |                                         |      | Stade Mohamadia, Alger  |
| 2  | JSM Tébessa     | 0 - 1    | JE Tizi Ouzou  |                                         |      | Stade 8 mai 1945, Sétif |
| 3  | JCM Tiaret      | 0 - 2    | CM Belcourt    |                                         |      |                         |
| 4  | ES Tiaret       | 0 - 1    | USM El Harrach |                                         |      |                         |
| 5  | NRB Khroub      | 1 - 2    | EP Sétif       |                                         |      |                         |
| 6  | NB Es Senia     | 0 - 5    | GCR Mascara    |                                         |      |                         |
| 7  | JSM Cheraga     | 0 - 1    | ESM Guelma     |                                         |      |                         |
| 8  | Nadit Oran      | 1 - 2    | USK Alger      |                                         |      |                         |
| 9  | CN Batna        | 0 - 2    | RS Kouba       |                                         |      |                         |
| 10 | IRB El Biar     | 0 - 1    | ASC Oran       |                                         |      |                         |
| 11 | JS Jijel        | 0 - 2    | MP Oran        |                                         |      |                         |
| 12 | NR Blida        | 2 - 1    | MA Hussein Dey | Akli 6e, Mahmoud Guettal 56e / Guennoun |      | Stade Bologhine, Alger  |
| 13 | MB Batna        | 0 - 0    | ISM Aïn Beida  | t.a.b                                   |      |                         |
| 14 | ARB Arba        | 0 - 2    | WKF Collo      |                                         |      |                         |
| 15 | SNS Oran        | 1 - 1    | WO Boufarik    | t.a.b                                   |      |                         |
| 16 | ESOM Mostaganem | 0 - 4    | ESM Bel-Abbès  |                                         |      |                         |

## Huitièmes de finale
Les matchs des huitièmes de finale se sont joués le 3 mars 1983.
| # | Club 1         | Résultat | Club 2        | Buteurs                                                        | feuille de match |
| - | -------------- | -------- | ------------- | -------------------------------------------------------------- | --- |
| 1 | USM El Harrach | 2 - 0    | WO Boufarik   |                                                                | |
| 2 | GCR Mascara    | 3 - 0    | ESM Bel-Abbès |                                                                | |
| 3 | ES Sétif       | 3 - 0    | USM Blida     |                                                                | |
| 4 | CR Belcourt    | 1 - 0    | USK Alger     |                                                                | |
| 5 | RS Kouba       | 2 - 0    | ESM Guelma    |                                                                | |
| 6 | MP Oran        | 3 - 1    | ISM Aïn-Béïda |                                                                | |
| 7 | ASC Oran       | 1 - 0    | WKF Collo     |                                                                | |
| 8 | MP Alger       | 3 - 2    | JE Tizi Ouzou | Gherib 35e Mahiouz 66e Bencheikh 89e / Belahcene 51e Baris 61e | Jeudi 3 mars 1983 - Stade du 5 juillet 62 (Alger), beau temps. environ 80 000 spectateurs, terrain sec, excellent arbitrage de M. Hansal assisté par MM. Belbachir et Guelil. ***jet ;amara .bouzar .larbés .adghigh .iboud ..baris .menad .fergani .aouis .belahcene .abdesalem kamel...(harb .sadmi .benalem . haffaf .abdesalem rafik .)..ent ;khalef.....****mpa ; ait mouhoub mohamed ..oudina ..laroussi ..mahiouz ..zenir .bencheikh ..bellemou .gherib ..bousri bouiche .meghichi...(farhi .derriche .laaouada .mechdel .ait mouhoub nacer)...ent ;kaoua .. |

## Quarts de finale
Les matchs des quarts de finale se sont joués le 1er avril 1983
| # | Club 1         | Résultat | Club 2      | Buteurs     | date                    | Stade                               |
| - | -------------- | -------- | ----------- | ----------- | ----------------------- | ----------------------------------- |
| 1 | MP Alger       | 1 - 0    | CR Belcourt | Bouiche 31e | vendredi 1er avril 1983 | Stade du 5 juillet 1962, Alger      |
| 2 | RS Kouba       | 2 - 0    | MP Oran     |             |                         |                                     |
| 3 | ASC Oran       | 1 - 0    | GCR Mascara |             |                         |                                     |
| 4 | USM El Harrach | 2 - 0    | EP Sétif    |             |                         | Stade 1er novembre 1954, Tizi-Ouzou |

## Demi-finales
Les matchs des demi-finales se sont joués le 6 mai 1983
| # | Club 1   | Résultat | Club 2         | Buteurs                                  | Date                | Stade                                                                |
| - | -------- | -------- | -------------- | ---------------------------------------- | ------------------- | -------------------------------------------------------------------- |
| 1 | MP Alger | 1 - 0    | RS Kouba       | Bencheikh 76e                            | Vendredi 6 mai 1983 | Stade du 5 juillet 1962, Alger (60 000 spectateurs : match télévisé) |
| 2 | ASC Oran | 2 - 1    | USM El Harrach | Lefdjah 17e Belkheïra 64e · / Loucif 59e | Vendredi 6 mai 1983 | Stade 17 juin de Constantine (30 000 spectateurs)                    |

## Finale
| Entraîneur :   |
| Abdenour Kaoua |

| Entraîneur :      |
| Kaddour Bekhloufi |

| Entraîneur :   |
| Abdenour Kaoua |

| Entraîneur :      |
| Kaddour Bekhloufi |

| |  |  |  |
| \| Coupe d'Algérie de Football Vainqueur 1983 \| \| ------------------------------------------ \| \| MP Alger 4e titre \| |  |  |  |
| Coupe d'Algérie de Football Vainqueur 1983                                                                                |  |  |  |
| MP Alger 4e titre |  |  |  |